# G. E. Stinson
Gregg E. Stinson (* August 1949 in Kingfisher, Oklahoma) ist ein US-amerikanischer Gitarrist in den Bereichen des Creative Jazz sowie der New Age- und der elektronischen Musik. 
Stinson begann seine Musikerkarriere unter dem Einfluss von Bluesmusikern wie Bo Diddley oder Muddy Waters. Er arbeitete in Chicago u. a. mit Blues-Musikern wie Cash McCall und Hound Dog Taylor und erhielt schließlich ein Stipendium für Komposition bei William Russo am Columbia College. Stinson experimentierte dann in den Bereichen Blues, Jazz und anderen Genres, bevor er 1974 mit Chuck Greenberg die Band Shadowfax gründete, mit der er sechs Alben einspielte. Deren Album Folksongs for a Nuclear Village wurde 1989 mit dem Grammy Award als bestes New-Age-Album ausgezeichnet. 
Nach den Aufnahmen für The Odd Get Even (1989) verließ er die Band und arbeitete in der Musikszene von Los Angeles an seinen musikalischen Experimenten, wie der Frequenzmanipulation. 1990 gründete er die G. E. Stinson Group, mit der er ein erstes Album auf dem Avantgarde-Label Nine Winds einspielte (The Same Without You, 1993). Des Weiteren arbeitete er in Projekten mit dem Wayne Peet Trio (Fully Engulfed), wirkte an Adam Rudolphs Oper The Dreamer mit und spielte auf dem Album Right of Violet mit Alex Cline und Jeff Gauthier. Er arbeitete mit dem Improvisationskollektiv Unique Cheerful Events und spielte Gitarren-Duette mit Nels Cline. 1996 nahm er ein Album mit seiner Formation A Thousand Other Names auf, außerdem arbeitete er für Tanzproduktionen und wirkte an einigen Filmmusiken mit. 2020 legte er das Album Vapor vor.
Stinson arbeitete außerdem mit Gregg Bendian, Steuart Liebig sowie in verschiedenen Projekten mit kalifornischen Bands wie Napalm Quartet, Splinter Group, Stinkbug, Metalworkers.

## Diskographie
- The Same Without You (Nine Winds. 1992)
- Thousand Other Names (Bird Cage, 1996)
- Vapor (Ecstatic Peace, 1999)
- Gregg Bendian, Jeff Gauthier, Steuart Liebig, G.E. Stinson - Bone Structure (Cryptogramophone, 2003)